# عملية بيليكوس
استهدفت عملية بيليكوس للقصف الإستراتيجي خلال الحرب العالمية الثانية منطاد زبلين في فريدريشهافين بألمانيا النازية، والقاعدة البحرية الإيطالية في لا سبيتسيا، وقد كان ذلك أول استخدام للتفجير المكوكي في الحرب العالمية الثانية والاستخدام الثاني لقاذفة القنابل الرئيسية. في أوائل شهر يونيو عام 1943، حدد مفسر الصور (كلود فيفل) من وحدة الاستطلاع الجوي كومة من السلال المضلعة (عاكسات رادار فورتسبورغ) عند منطاد زبلين. وبعد أن عُرضت الصور على ونستون تشرشل في سلاح الجو الملكي بميدينيم في 14 يونيو، تلقت مجموعة قاذفات القنابل بسلاح الجو الملكي أوامر مفاجئة يوم 16 يونيو بمهاجمة فريدريشهافين أثناء القمر الجديد التالي.
بعد الإقلاع من بريطانيا، تولى جووم قائد الجناح (سرب رقم 467 القوات الجوية الملكية الأسترالية) زمام الأمور عندما حدثت مشكلات بطائرات سلي قائد السلاح الجوي. وقامت قاذفات القنابل من نوع آفرو لانكستر بالقصف من على ارتفاع 15000 قدم بدلاً من 10000 قدم المخطط لها بسبب المدفعية الثقيلة فلاك المضادة للطائرات. في البداية أسقطت الفرقة الاستطلاعية علامات الإزاحة على مسافة من الهدف لكي تستخدمها قوات القصف الرئيسية بوضوح بواسطة الدخان. وكانت المرحلة الثانية هي استخدام «عمليات قصف الوقت والمسافة» من موقع على شاطئ بحيرة كونستانس بطول المسافة التي تم قياسها للهدف.
لقد أصاب الهجوم منشأة الصاروخ فاو 2 الخاصة بمنطاد زبلين، الأمر الذي جعل عملية بيليكوس أول عملية تقصف منشأة أسلحة بعيدة المدى. ومن فريدريشهافين تزودت الطائرات بالوقود في مدينة البليدة بالجزائر في شمال أفريقيا. وفي 23 - 24 يونيو، ظلت ثمان قاذفات آفرو لانكستر من قوات عملية بيليكوس الأصلية البالغ عددها 60 قاذفة في الجزائر لإجراء إصلاحات، والـ 52 قاذفة الأخرى قصفت القاعدة البحرية الإيطالية في لا سبيتسيا، بليغوريا، وألحقوا أضرارًا و«مخزن للأسلحة»، وواصلت القاذفات طريقها إلى بريطانيا دون خسائر.